# 공주 갑사 대웅전

공주 갑사 대웅전(公州 甲寺 大雄殿)은 대한민국 충청남도 공주시 계룡면 갑사에 있는 조선 시대의 건축물이다. 1984년 1월 11일 충청남도의 유형문화재 제105호로 지정되었고, 2021년 3월 25일에 대한민국의 보물 제2120호로 승격되었다.
대웅전은 원래 현재의 대적전(충청남도 유형문화재 제106호) 부근에 있었으나, 정유재란(1597년)으로 불타 없어진 것을 선조 37년(1604년)에 지금의 위치에 다시 세워 오늘에 이르고 있다. 건축 양식은 조선 시대에 성행하던 다포식으로 지어 외관이 화려하면서도 장중한 느낌을 준다. 지붕은 다포식 건물에는 흔하지 않은 맞배지붕으로 된 것이 특이하다.

## 개요
공주 갑사 대웅전은 정유재란 이후 갑사에서 가장 먼저 재건된 건축물 중 하나로 이후 여러 차례 중수를 거쳤고, 현재까지 이어져 오면서 대체로 원형을 유지해 온 것으로 추정된다. 또한, 대웅전 내부의 갑사소조삼세불이 1617년에 만들어졌고, 1659년에 갑사사적비가 세워지는 과정을 고려하면, 갑사 대웅전의 건립연대는 17세기 초로 받아들여진다.
17세기 건축으로서 갑사 대웅전은 전환기 건축의 특징을 지닌다. 정면 5칸, 옆면 3칸의 맞배집 구성인데, 정면이 5칸이면서 맞배지붕을 한 사례는 많이 남아 있지 않다. 정면과 배면 공포의 형식이 같고, 기둥 간격이 정면 중앙 3칸이 12척, 옆면과 나머지 주칸은 8척으로 나타나 기둥을 일정한 간격으로 배치하였다. 목구조에서 휘어진 재료를 최소한으로 가공하여 사용한 것은 경제적 상황과도 연관되어 이 시대에 새로 등장한 경향이라고 할 수 있다. 이처럼 갑사 대웅전은 17세기에 지어진 다포계 맞배집의 전형적인 형식을 공유하면서 조선 후기의 건축적 경향을 제안하고 있다는 점에서 높은 건축사적 가치가 인정된다.
또한, 연혁과 유래를 알 수 있는 각종 기록과 유물이 잘 남아 있고, 평면 구성과 공포의 구성 수법, 상부 가구와 닫집 등을 비교적 잘 간직하고 있는 등 17세기의 특징을 보여주고 있다.
건물안에는 석가여래를 중심으로 약사여래와 아미타여래의 삼세불(충청남도 유형문화재 제165호)가 걸려 있다. 또한 비로자나불을 중심으로 석가모니와 노사나불의 삼신불이 진리를 설법하고 있는 장면을 그린 삼신불괘불탱(국보 제298호)도 대웅전 불상 뒷편에 보관되어 있다.

## 같이 보기
- 갑사
- 공주 갑사 삼신불괘불탱 (국보 제298호)
- 공주 갑사 소조삼세불 (충청남도 유형문화재 제165호)

## 주해
1. ↑  맞배지붕이란 건물의 모서리에 추녀가 없고, 용마루까지 측면 벽이 삼각형으로 된 지붕을 말한다.
2. ↑  다포란 공포를 기둥 위와 기둥과 기둥 사이에도 꾸며 놓은 건축 양식을 말한다.
3. ↑  닫집이란 건물 내부의 불단 위에 또 하나의 지붕 모양을 짜 올린 것을 말한다.